# Рокфеллеровский университет

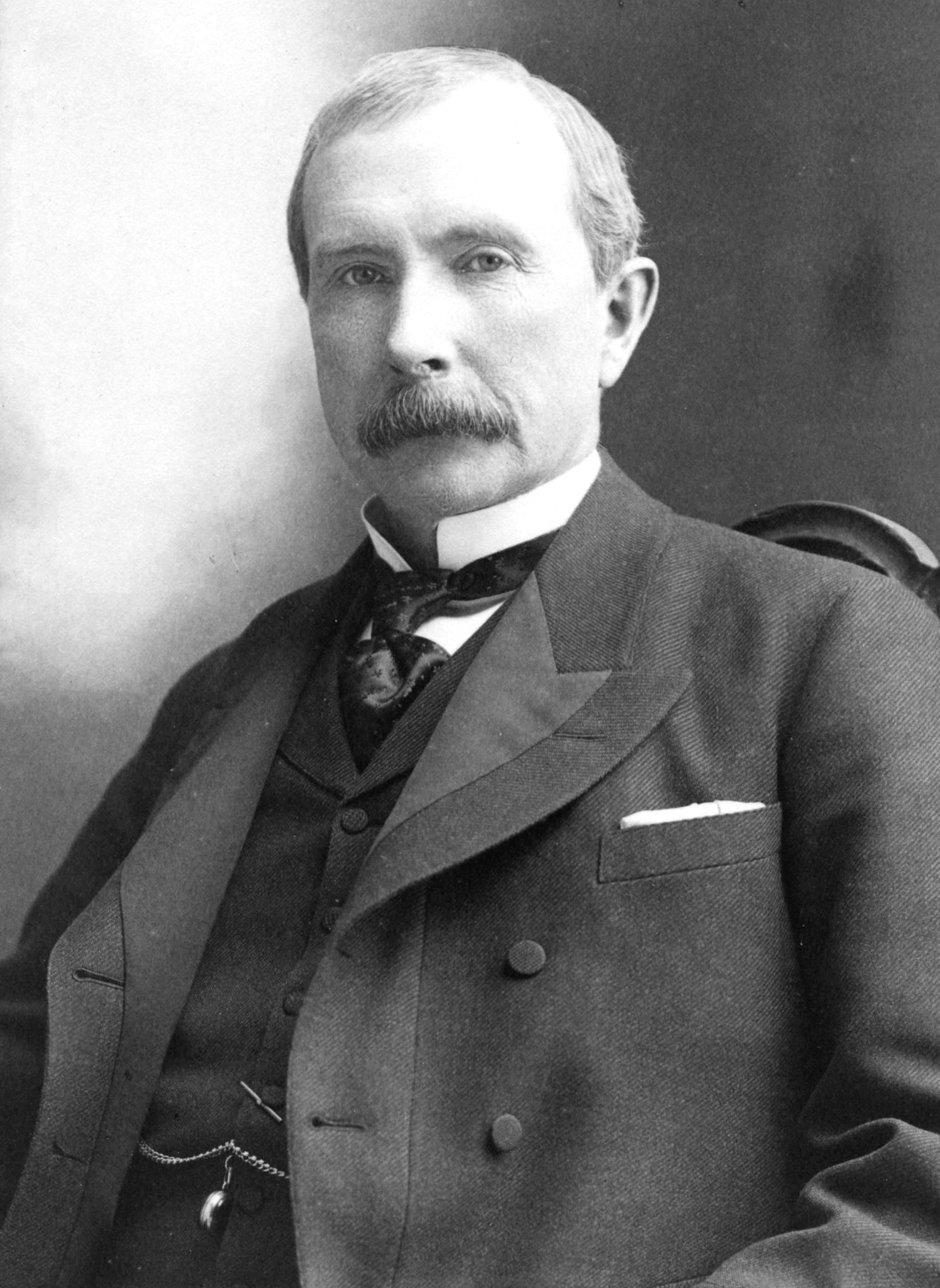
Джон Дэвисон Рокфеллер (1839—1937) — основатель «Института медицинских исследований» 1901
(фото 1885 года)

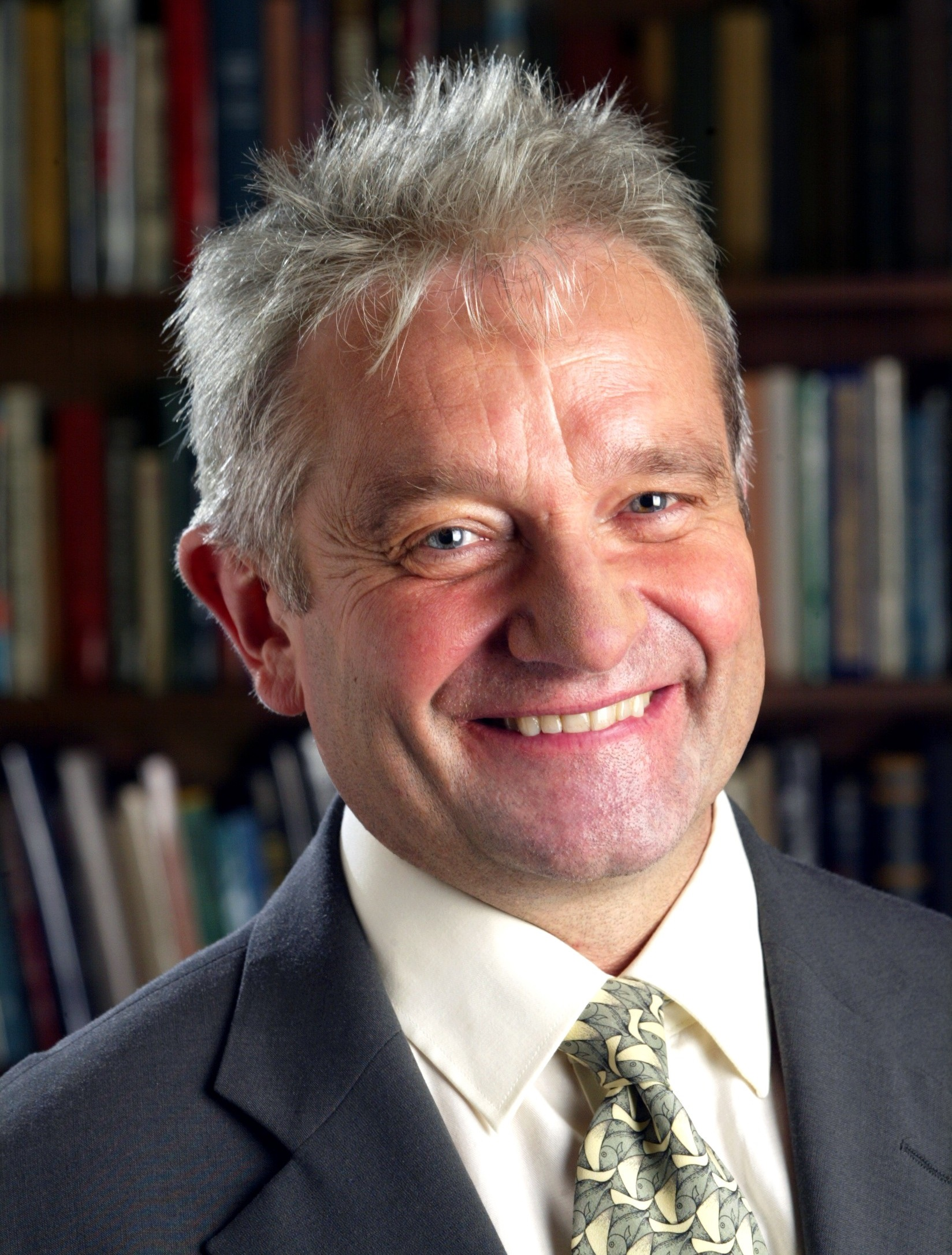
Пол Нерс, президент Рокфеллеровского университета в 2003—2011 гг.

Рокфеллеровский университет — частный исследовательский университет, расположенный между 63-й и 68-й улицами вдоль Йорк-авеню на Манхэттене в Нью-Йорке. Университет специализируется в основном на фундаментальных исследованиях в областях биомедицины, и предлагает как высшее профессиональное, так и послевузовское образование. Основан в 1901 году нефтяным магнатом и филантропом Джоном Рокфеллером как Рокфеллеровский институт медицинских исследований (до 1965 года).
Университет был местом многих важных научных открытий. Рокфеллеровские учёные, например, установили, что наследственность ДНК имеет химический базис, обнаружили группы крови, показали, что вирусы могут вызывать раковые заболевания, основали современную область — клеточную биологию, изучали структуру антител, разработали лечение метадоном для употреблявших героин, а также обнаружили гормон лептин, регулирующий энергетический обмен.

## История

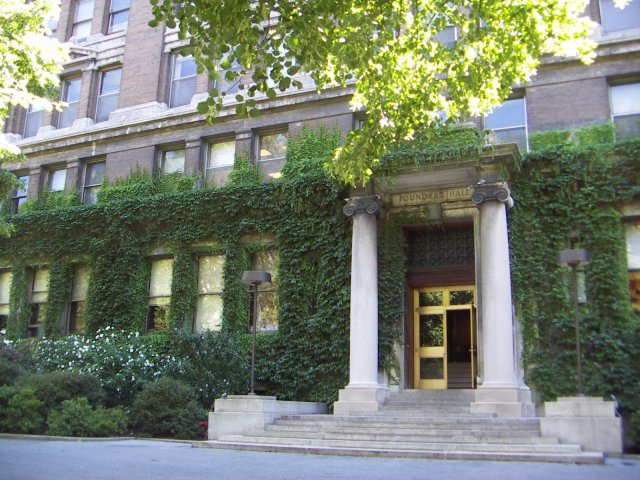
«Зал Основателей»

Рокфеллеровский университет начал свою работу в 1901 году; его первым директором стал доктор медицины Саймон Флекснер (1901—1935).
В середине 1970-х годов Рокфеллеровскому университету удалось привлечь несколько видных учёных в области гуманитарных наук, прежде всего Сола Крипке, известного логика, философа языка, и продолжателя работ Людвига Витгенштейна. Профессора университета становились лауреатами Нобелевской премии по физиологии и медицине в 1999, 2000, 2001 и 2011 годах и Нобелевской премии по химии в 2003 году.
Больница
В 1910 году на территории кампуса открылась больница Рокфеллера — первое учреждение для клинических исследований в США. Первым директором больницы был известный врач и вирусолог Руфус Коул. Как директор вирусологической лаборатории Института Рокфеллера, Коул развил вирусологию как отрасль бактериологии.

## Награды

### Лауреаты Нобелевской премии
29 Нобелевские премии (из них 22 по физиологии или медицине и 7 по химии) были получены за исследования, связанные с Университетом:
1. 1912 Каррель, Алексис
2. 1930 Ландштейнер, Карл
3. 1944 Гассер, Герберт Спенсер
4. 1946 Нортроп, Джон Говард
5. 1946 Стэнли, Уэнделл Мередит
6. 1953 Липман, Фриц Альберт
7. 1958 Ледерберг, Джошуа
8. 1958 Тейтем, Эдуард
9. 1966 Роус, Фрэнсис Пейтон
10. 1967 Хартлайн, Холден Кеффер
11. 1972 Мур, Станфорд
12. 1972 Стайн, Уильям Говард
13. 1972 Эдельман, Джералд
14. 1974 Дюв, Кристиан де
15. 1974 Клод, Альбер
16. 1974 Паладе, Джордж
17. 1975 Балтимор, Дейвид
18. 1981 Визел, Торстен
19. 1984 Меррифилд, Роберт Брюс
20. 1999 Гюнтер Блобел
21. 2000 Грингард, Пол
22. 2001 Нерс, Пол
23. 2003 Маккинон, Родерик
24. 2011 Бётлер, Брюс
25. 2011 Стайнман, Ральф
26. 2016 Осуми, Ёсинори
27. 2017 Янг, Майкл
28. 2020 Шарпантье, Эмманюэль
29. 2020 Райс, Чарльз

### Комментарии
1. ↑  Вышел на пенсию в 1937 году, и его место занял Томас Милтон Риверс[6]

### Сноски
1. ↑  U.S. and Canadian 2022 NTSE Participating Institutions Listed by Fiscal Year 2022 Endowment Market Value, Change in Market Value from FY21 to FY22, and FY22 Endowment Market Values Per Full-time Equivalent Student (Excel) (англ.) — National Association of College and University Business Officers, 2023.
2. ↑  Метадоновая заместительная терапия
3. ↑  Jeffrey Friedman, discoverer of leptin, receives Gairdner, Passano awards (англ.). MediLexicon International Ltd (14 апреля 2005). Дата обращения: 23 сентября 2011. Архивировано 14 июня 2011 года.
4. ↑  Флекснер Саймон // Большая российская энциклопедия : [в 35 т.] / гл. ред. Ю. С. Осипов. — М. : Большая российская энциклопедия, 2004—2017.
5. ↑  «The Rockefeller University Hospital» Архивная копия от 24 декабря 2015 на Wayback Machine. Rockefeller.edu. February 18, 2011 (Web-access date).
6. ↑  "At Rockefeller Hospital" Архивная копия от 27 августа 2013 на Wayback Machine. Time. May 24, 1937.